# Dorival das Neves Ferraz Júnior
Dorival das Neves Ferraz Júnior (sinh ngày 13 tháng 4 năm 1987) là một cầu thủ bóng đá người Brasil.

## Sự nghiệp câu lạc bộ
Dorival das Neves Ferraz Júnior đã từng chơi cho Matsumoto Yamaga FC.